# Лорикариихты
Лорикариихты (лат. Loricariichthys) — род лучепёрых рыб из семейства кольчужных сомов, обитающий в Южной Америке. Научное название происходит от лат. lorica — «кожаный доспех» и греч. ichthys — «рыба».

## Описание
Общая длина представителей этого рода колеблется от 11 до 46 см. Голова умеренно большая, уплощённая сверху. Глаза небольшие. Рот умеренно широкий, зубы мелкие. Нижняя губа молодых самцов и самок состоит из 2 толстых наростов, которые покрыты мелкими сосочками и имеют неровные полосы вдоль заднего края. У половозрелых самцов эти наросты исчезают, а губы становятся гладкими, широкими и длинными. Туловище сжато с боков, покрыто крупными костными пластинками. Орган дыхания состоит из двойного респираторного «кошелька», соединенного с дистальным концом пищевода. Спинной плавник довольно крупный и высокий. Жировой плавник отсутствует. Грудные, брюшные и анальный плавники вытянутые, с короткой основой. Хвостовой стебель узкий и длинный. Хвостовой плавник широкий и усечённый.
Окрас колеблется от серого и светло-коричневого до чёрного.

## Образ жизни
Это донные рыбы. Предпочитают чистые и прозрачные водоёмы, крупные или средние глубокие реки (до 20-30 м). Встречаются на песчаных или песчано-илистых грунтах, почти лишённых растительности. Значительную часть времени проводят на дне. Днём прячутся, зарывшись в песок. Активны ночью или в сумерках. Питаются личинками насекомых, детритом. Пищу находят в грунте, в котором постоянно роются. Для улучшения пищеварения глотают песок.

## Размножение
Во время нереста самцы используют свою увеличенную нижнюю губу для захвата кладки, после чего держат икру на губе до появления мальков.

## Распространение
Обитают в бассейнах рек Ла-Плата, Укаяли, Амазонка, Ориноко, Ампиаку, Парана, Уругвай, Парагвай, Суринам.

## Содержание в аквариуме
Для содержания требуется аквариум высотой 5—40 см с большой площадью дна от 200 литров. Слой мелкого песка на дне должен быть не менее 4-5 см. Как декорации можно поместить в аквариум большой корягу в виде затонувшей бревна или ствола дерева и несколько крупных камней.
Неагрессивные рыбы. Селить можно группой от 3 особей или поодиночке. Хорошо уживаются с лорикариями. Эти сомы равнодушны к растительной пище, поэтому их кормят живой пищей — мотылем, трубочником и заменителями (кусочками рыбы, креветками). Из технических средств понадобится внутренний фильтр средней мощности, компрессор. Температура содержания должна составлять 22—26 °C.

## Классификация
На май 2018 года в род включают 18 видов:
- Loricariichthys acutus (Valenciennes, 1840) — Острый лорикариихт[1]
- Loricariichthys anus (Valenciennes, 1835)
- Loricariichthys brunneus (Hancock, 1828)
- Loricariichthys cashibo (C. H. Eigenmann & W. R. Allen, 1942)
- Loricariichthys castaneus (Castelnau, 1855)
- Loricariichthys chanjoo (Fowler, 1940)
- Loricariichthys derbyi Fowler, 1915
- Loricariichthys edentatus R. E. dos Reis & E. H. L. Pereira, 2000
- Loricariichthys hauxwelli Fowler, 1915
- Loricariichthys labialis (Boulenger, 1895)
- Loricariichthys maculatus (Bloch, 1794)
- Loricariichthys melanocheilus R. E. dos Reis & E. H. L. Pereira, 2000
- Loricariichthys microdon (C. H. Eigenmann, 1909)
- Loricariichthys nudirostris (Kner, 1853)
- Loricariichthys platymetopon Isbrücker & Nijssen, 1979
- Loricariichthys rostratus R. E. dos Reis & E. H. L. Pereira, 2000
- Loricariichthys stuebelii (Steindachner, 1882)
- Loricariichthys ucayalensis Regan, 1913